# 퍼피독 친구들
《퍼피독 친구들》퍼피독 주인 밥 이상한 물건을 만들어 강아지들의 중독성, 위험성을 유발함 이상한 집을 만들어 강아지 강금 강아지를 시켜 자신이 필요한 것을 얻으며 강아지 협박 논란

## 목소리 출연

### 원본판
- 빙고 - 이삭 브라운 (시즌 1~3) → 엘리샤 EJ 윌리엄스 (시즌 4 ~ 현재)
- 롤리 - 샘 라바니료 (시즌 1~3) → 그레이슨 뉴튼 (시즌 4 ~ 현재)
- 밥 - 할랜드 윌리엄스
- 히시 - 제시카 디치코
- 월 - 톰 케니

### 한국어판
- 빙고 - 문남숙
- 롤리 - 정선혜 (시즌 1) → 장미 (시즌 2) → 이재현 (시즌 2)
- 밥 - 이호산 → 최승훈
- 히시 - 이지현
- 월 - 홍범기 → 한신
- 기타 배역 - 김일, 김현지, 장예나, 김현심, 박영재, 김채하

## 한국어 연출
- 더빙 스튜디오 : STORM
- 믹싱 스튜디오 : STORM
- 연출 : 전소라
- 번역 : 김수연
- 음악연출 : 박덕수
- 개사 : 전소라
- 크리에이티브 수퍼바이저 : 권기호
- 한국어 제작 : Disney Character Voices International,Inc.
- 기획 : 디즈니채널코리아(유) → 월트디즈니컴퍼니코리아 유한책임회사